# Mistrzostwa Polski w Łyżwiarstwie Szybkim w Wieloboju Sprinterskim 2020
39. Mistrzostwa Polski w wieloboju sprinterskim odbyły się w dniach 29-30 grudnia 2019 roku na torze Arena Lodowa w Tomaszowie Mazowieckim.

## Wyniki

### Kobiety
| Pozycja | Zawodniczka      | 500 m | 1000 m  | 500 m | 1000 m  | Suma pkt. | Strata |
| ------- | ---------------- | ----- | ------- | ----- | ------- | --------- | ------ |
| 01 !    | Kaja Ziomek      | 38.91 | 1:20.23 | 38.85 | 1:20.19 | 157.970   | -      |
| 02 !    | Karolina Bosiek  | 39.99 | 1:18.95 | 39.83 | 1:18.38 | 158.485   | +0.515 |
| 03 !    | Andżelika Wójcik | 39.27 | 1:20.75 | 39.39 | 1:20.14 | 159.105   | +1.135 |

### Mężczyźni
| Pozycja | Zawodnik        | 500 m | 1000 m  | 500 m | 1000 m  | Suma pkt. | Strata |
| ------- | --------------- | ----- | ------- | ----- | ------- | --------- | ------ |
| 01 !    | Artur Nogal     | 35.58 | 1:10.89 | 35.38 | 1:11.27 | 142.040   | -      |
| 02 !    | Damian Żurek    | 36.01 | 1:12.31 | 35.94 | 1:11.82 | 144.015   | +1.975 |
| 03 !    | Marcin Bachanek | 36.43 | 1:11.19 | 36.34 | 1:11.73 | 144.230   | +2.190 |